# Sejaro Sakti
Sejaro Sakti is een bestuurslaag in het regentschap Ogan Ilir van de provincie Zuid-Sumatra, Indonesië. Sejaro Sakti telt 976 inwoners (volkstelling 2010).